# Damias esthla
Damias esthla là một loài bướm đêm thuộc phân họ Arctiinae, họ Erebidae.